# Мустис
Эйвинд Йохан Мустапарта (норв. Øyvind Johan Mustaparta) — норвежский музыкант, клавишник, более известный под псевдонимом Мустис (норв. Mustis).
Мустис присоединился к Dimmu Borgir в 1998 году, сменив Кимберли Госс, которая поиграла в группе всего несколько месяцев после увольнения предыдущего клавишника, Стиана Орстада. Мустис взял за основу многие наработки Орстада, при этом собственная пианистическая техника (Мустис получил музыкальное образование) позволила ему значительно расширить роль клавишных в звучании группы. Его соло стали визитной карточкой Dimmu Borgir. Например, в песне «Progenies of the Great Apocalypse» (автором которой он является) из альбома Death Cult Armageddon . Список студийных альбомов Мустиса включает в себя: Spiritual Black Dimensions (1999), Spiritual Darkness — Alive in Europe (2000), Alive in Torment (2001), Puritanical Euphoric Misanthropia (2001), Death Cult Armageddon (2003), Vredesbyrd (2004), Stormblåst MMV (2005) и In Sorte Diaboli (2007). 31 августа 2009 года было официально объявлено, что Мустис (вместе с басистом Вортексом) покинул Dimmu Borgir.. Причиной послужили разногласия между членами группы, в частности лидер Dimmu Borgir Шаграт (Shagrath) утверждал, что оба музыканта значительно снизили свой профессиональный уровень, также у них были серьёзные проблемы с алкоголем. 29 ноября 2010 года Мустис на своём профиле MySpace объявил, что присоединяется к группе Susperia. В 2011 году Susperia выпускает альбом «We are the Ones», одна из заглавных песен с этого альбома «Nothing Remains» боролась за то, чтобы представлять Норвегию на
Евровидении.
Фамилия Мустиса, Мустапарта (Mustaparta), происходит из финского языка и в дословном переводе означает «чёрная борода» (фин. musta — чёрный и parta — борода).
Мустис увлекается коллекционированием духовых инструментов, пробовал играть на скрипке и признается в одном из интервью, что акустические инструменты его страсть.
Мустис начал заниматься музыкой в 8 лет. В 16 играл в группе, которую организовали его друзья. Группа собиралась в гараже ради развлечения. Первый KORG появился у него в 18 лет.